# 吊椅式索道

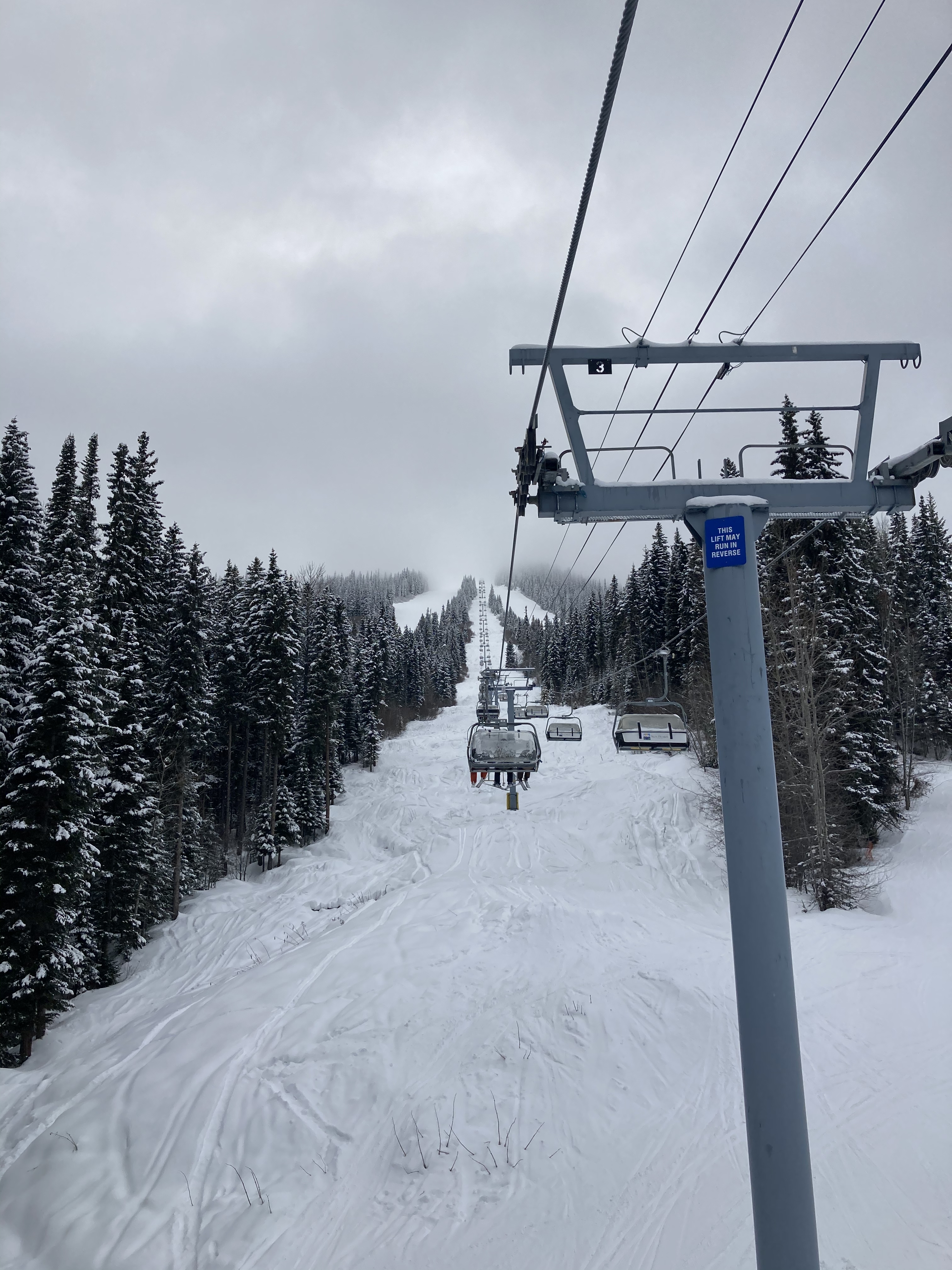
太陽峰山區度假村的登山吊椅

吊椅式索道，是一種以吊椅为运载工具的客运架空索道，主要在滑雪場及风景区上使用，由一組不斷循環的钢丝绳及多張連系於鋼丝绳上的吊椅所組成。椅上有安全設計，防止乘客意外掉下。到達終點時，乘客需要推開安全杆，並借勢離開椅子。系統的兩端都有管理員站崗，協助乘客上落，並在必要時煞停系統，以免發生意外。在滑雪场中，吊椅通常只供乘客登山之用。無論如何，到達終點時，乘客必須離開。如到達後方發覺雪道太過陡峭，超越了自己可處理的範圍，遊人需要另行找尋協助，而不得搭乘吊椅落山。

## 外部連結
- Skilifts.org （页面存档备份，存于） An online community dedicated to documenting all types of Ski Lifts, founded by Bill Wolfe.
- Chairlift.org （页面存档备份，存于） preservation society
- Colorado Chairlift Locations （页面存档备份，存于）